# Passatge del Port d'en Perris, 3
El Passatge del Port d'en Perris, 3 és una casa de l'Escala (Alt Empordà) inclosa a l'Inventari del Patrimoni Arquitectònic de Catalunya. Situat dins del nucli antic de la població de l'Escala, a l'extrem nord-est del casc, a tocar el Port d'en Perris, antic port principal de la població, i delimitat pels carrers Puig Sureda i passatge del port d'en Perris.

## Descripció
Edifici de planta rectangular, força transformat, amb la coberta a quatre vessants de teula. Presenta planta baixa i tres pisos, tot i que el superior fou afegit amb posterioritat. Actualment, la façana orientada a mar és la més transformada. La principal presenta quatre portals d'arc rebaixat bastits amb carreus de pedra ben desbastats. Al centre hi ha la porta de vianants i al costat la del garatge, amb l'emmarcament restituït. Els dos laterals han estat transformats en finestrals. Al primer pis hi ha tres balcons exempts, el central de mida més gran. A la segona planta, tres finestres rectangulars amb l'emmarcament de pedra. La façana al carrer Puig Sureda presenta finestres rectangulars amb els brancals de carreus i les llindes planes de pedra, al segon i tercer pis.
La construcció es troba arrebossada i pintada i presenta les cantonades rematades amb carreus de pedra, fins al nivell de la tercera planta.